# 흰살생선

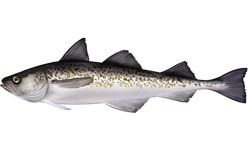
명태는 흰살생선이다.

흰살생선은 살이 흰색을 띠는 생선이다. 등푸른생선보다 지방 함유량이 적은 편이며 바다의 밑바닥 가까운 곳에 사는 저어인 경우가 많다. 도미, 농어, 넙치, 가자미, 대구, 명태, 복어 등이 있다.

## 사진 갤러리

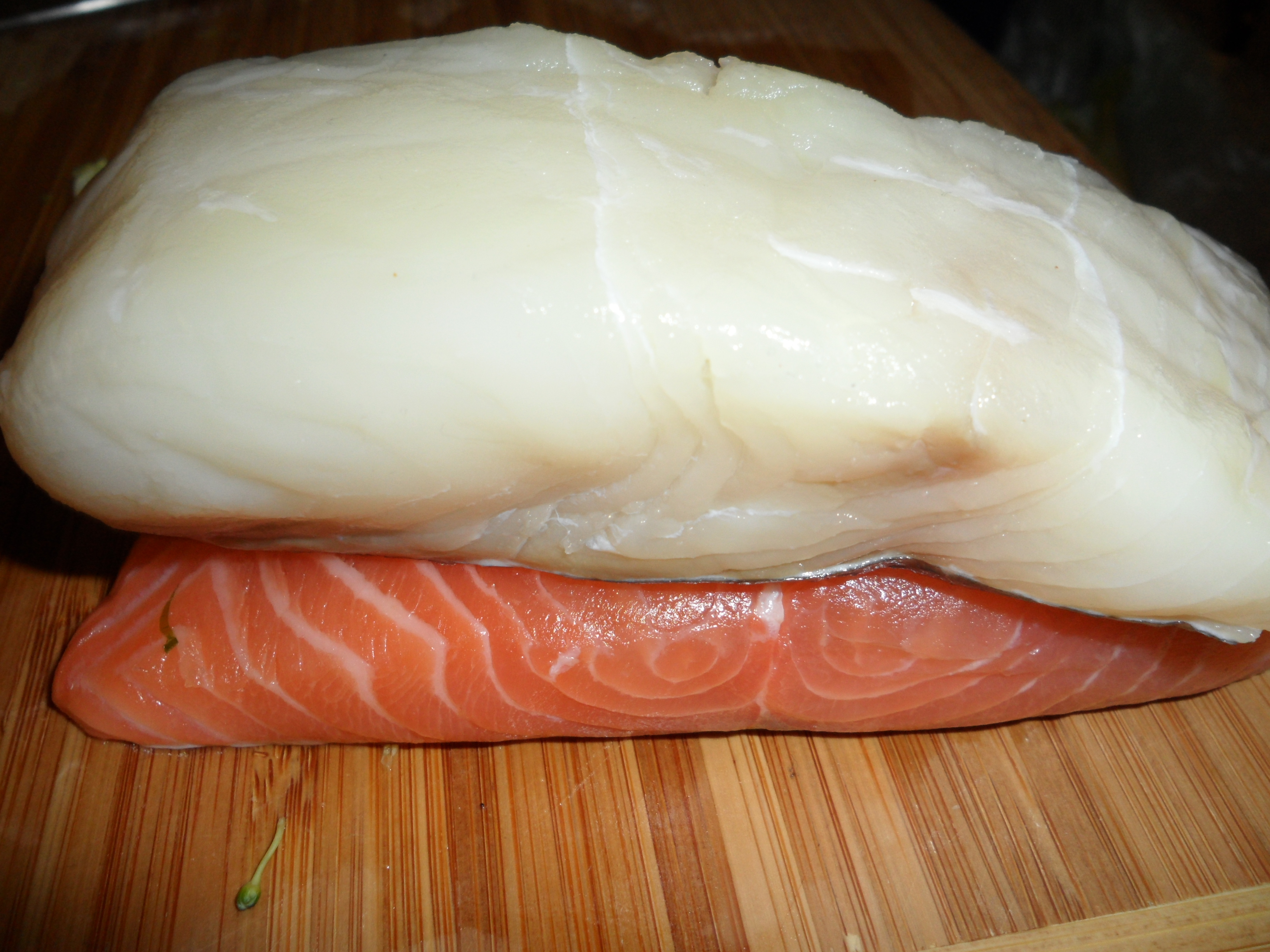
흰살생선인 가자미 살 (위) 등푸른생선인 연어 살 (아래)

## 같이 보기
- 등푸른생선